# José Meseguer y Costa
José Meseguer y Costa (Vallibona, Castellón, 9 de noviembre de 1843 - Granada,  9 de diciembre de 1920) fue un sacerdote católico español, obispo de Lérida y arzobispo de Granada.

## Biografía
Estudió Teología y Derecho Canónico en Valencia. Desde 1867 fue presbítero y en 1889 fue nombrado Obispo de Lérida, cargo que desarrollaría hasta 1905. 
Durante su obispado se construyó el Seminario de Lérida (actual rectorado de la Universidad de Lérida) y recuperó las iglesias de San Pedro y San Martín. También trabajó para conseguir la construcción del Canal de Cataluña y Aragón.
Meseguer fue el impulsor del Museo Diocesano de Lérida, que él mismo formó con piezas provenientes de parroquias de toda la Diócesis que corrían el riesgo de ser destruidas o expoliadas.
En 1899 fue designado senador por el Arzobispado de Tarragona, convirtiéndose, en 1905, en senador por derecho propio.
El año 1905 fue nombrado arzobispo de Granada por el papa san Pío X. Asimismo, ese mismo año fue nombrado académico honorario de la Real Academia de Bellas Artes de Nuestra Señora de las Angustias y en 1910 socio Protector del Centro Artístico, Literario y Científico de Granada, junto con el alcalde de la misma, Felipe La Chica.
Falleció en Granada el 9 de diciembre de 1920 y sus restos fueron inhumados en la Basílica de Nuestra Señora de las Angustias, según había dispuesto.

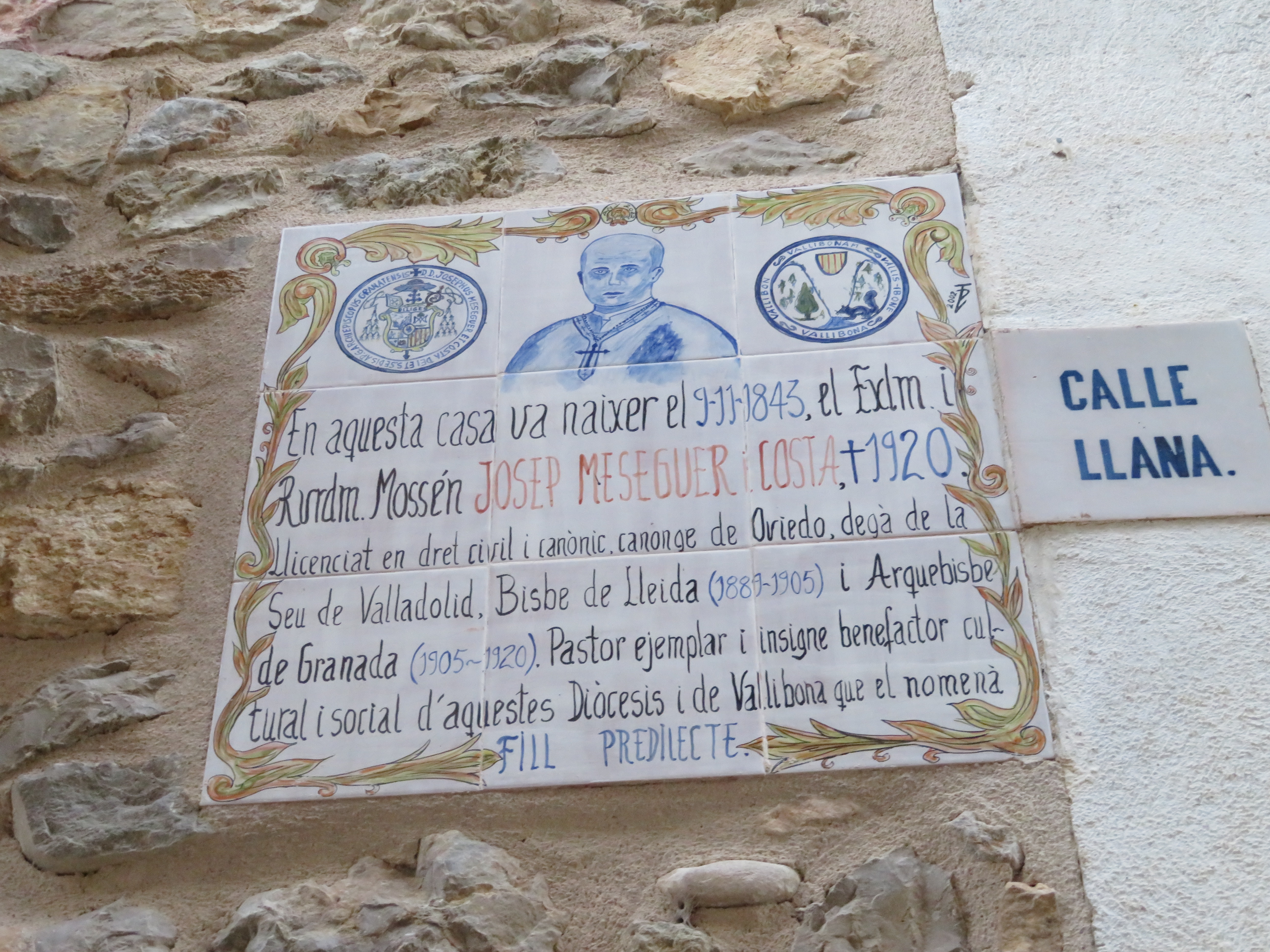
Casa natal de José Meseguer Costa en la calle de "l'Arquebisbe", hijo predilecto del municipio de Vallibona (Castellón).

## Sucesión
| Predecesor: Tomás Costa y Fornaguera | Obispo de Lérida 1889 - 1905     | Sucesor: Juan Antonio Ruano y Martín |
| Predecesor: José Moreno y Mazón      | Arzobispo de Granada 1905 - 1920 | Sucesor: Vicente Casanova y Marzol   |

- Datos: Q4351999
- Multimedia: José Meseguer y Costa / Q4351999